# Dimerodontium schnyderi
Dimerodontium schnyderi är en bladmossart som beskrevs av C. Müller 1882. Dimerodontium schnyderi ingår i släktet Dimerodontium och familjen Fabroniaceae. Inga underarter finns listade i Catalogue of Life.